# Драматичний театр Юозаса Мільтініса
Драматичний театр Юозаса Мільтініса (лит. Panevėžio Juozo Miltinio dramos teatras; Паневезький драматичний театр) — театр в Паневежисі (Литва). 
Театр був заснований в 1940  на базі Каунаської театральної студії. У 1940 — 1954 і 1959 — 1980 керівником театру був режисер Юозас Мільтініс, який створив в провінційному литовському місті велику театральну школу. Зокрема, Мільтінісом була заснована студія, яка готувала акторів для Паневезького драматичного театру. 
У роки свого розквіту театр був відомий далеко за межами Литви: «... Ось уже багато років, — писала в 1971 році Наталя Кримова, — на кожну прем'єру в Паневежис відправляються автобуси театральних колег з усієї Прибалтики. І не тільки Прибалтики — чутки дійшли і до Москви, створилася вже своєрідна легенда про Паневезький театр і його керівника Юозаса Мільтініса». Мільтінісу вдалося створити в своєму театрі сильний акторський ансамбль: на його сцені виступали, зокрема, Донатас Баніоніс, Альгімантас Масюліс, Бронюс Бабкаускас, Казімірас Віткус, Регіна Зданавічюте. 
Після смерті Мільтініса на посаді керівника його змінив Донатас Баніоніс, але без свого творця Паневезький театр перетворився на звичайний провінційний театр, і сам Паневежис, за словами режисера Е. Някрошюса, «перестав існувати як культурний центр»  . 